# DIAC
 je diodni naizmenični strujni prekidač, a naziva se još i dvosmerni diodni prekidač. Nastaje paralelnim vezivanjem i spajanjem dve  diode u opoziciju.
Kako su diode vezane suprotno, čitav spoj je uvek u stanju direktne polarizacije, bez obzira na polaritet priključenog napona. Inverzno polarisana dioda je neaktivna jer je probojni napon direktno polarisane diode manji od probojnog napona inverzno polarisane diode. Kada se promeni smer napona menja se i stanje provodjenja ili neprovodjenja DIAC-a. Zbog toga je strujno-naponska karakteristike simetrična. Sve dok je priključeni napon manji od probojnog napona direktno polarisane diode, nezavisno od polariteta ili znaka DIAC ne provodi i ponaša se kao otvoreni prekidač. Kada priključeni napon 
dostigne probojni napon dioda počinje da provodi tj. DIAC počinje da provodi i ponaša se kao zatvoreni prekidač. DIAC ostaje u stanju provodjenja sve dok ne padne ispod napona držanja kojem odgovara struja držanja. Isto važi i za suprotnu diodu.

## Spoljašnje veze
- Mediji vezani za članak  na Vikimedijinoj ostavi